# پسالدس
پسالدس (به اسپانیایی: Pozaldez) یک شهرستان در اسپانیا است که در استان وایادولید واقع شده‌است.